# The Stylistics
The Stylistics is een Amerikaanse mannelijke vocale soulgroep, die in de jaren 1970 tot de belangrijkste vertegenwoordigers behoorden van de "Philadelphia soul". Ze hadden een aantal hits met ballads, gekenmerkt door de hoge falsetstem van leadzanger Russell Thompkins, Jr. 

## Geschiedenis
De groep werd in 1968 opgericht en bestond toen uit Russell Thompkins Jr., Airrin Love, James Smith, Herbie Murrell en James Dunn. Ze werden gecontracteerd door Avco Records, waar Thom Bell hun producer was. Tussen 1971 en 1975 hadden The Stylistics een flinke reeks hits: twaalf opeenvolgende singles waren top-10 in de Amerikaanse R&B-lijst. Enkele van hun hits zijn You are everything, Betcha By Golly Wow!, I'm Stone in Love with You en You Make Me Feel Brand New, hun grootste hit die het bracht tot nummer twee op de Billboard Hot 100. Al deze songs waren geschreven door Thom Bell en tekstschrijfster Linda Creed. Ze werden opgenomen in de Sigma Sound Studios in Philadelphia en van een weelderige productie voorzien door Bell. 
Na You Make Me Feel Brand New van 1974 ging de groep weg bij Bell en werd het duo Hugo Peretti en Luigi Creatore hun producers en songschrijvers, terwijl Van McCoy de arrangementen maakte en hen een nieuwe, zachtere popstijl bezorgde.  In de Verenigde Staten ging hun populariteit toen achteruit, maar in Europa hadden ze wel nog enkele hits. Can't give you anything (but my love) werd zelfs hun grootste hit in het Verenigd Koninkrijk, waar het in de zomer van 1975 drie weken lang de nummer 1 in de UK Singles Chart was.
In 1976 gingen ze naar H&L Records, het nieuwe label van Hugo en Luigi. In 1980 verlieten James Dunn en James Smith de groep. Raymond Johnson kwam erbij als nieuw lid. Na een periode bij Mercury Records kwamen The Stylistics weer samen met Thom Bell bij Philadelphia International Records. De single Hurry Up This Way Again uit 1980 werd nog een top-20 hit in de Amerikaanse R&B-lijst. In 1985 ging Johnson weer weg en gingen The Stylistics verder als een trio. In 2000 verliet Russell Thompkins, Jr. de groep. Hij begon in 2004 met een eigen groep, The New Stylistics. De "oude" Stylistics bleven optreden, en na enige personeelswijzigingen brachten ze in 2010 nog een nieuwe cd uit, That Same Way. De bezetting anno 2015 is: Airrion Love, Herbie Murrell, Harold (Eban) Brown en Jason Sharp.
The Stylistics werden in 2004 opgenomen in de Vocal Group Hall of Fame.

## Discografie

### Albums(compilaties uitgezonderd)
- 1971: The Stylistics (Avco) - US Pop #23, US R&B #3 (Goud)
- 1972: Round 2 (Avco) - US Pop #32, US R&B #3 (Goud)
- 1973: Rockin' Roll Baby (Avco) - US Pop #66, US R&B #5, UK #42
- 1974: Let's Put It All Together (Avco) - US Pop #14, US R&B #4, UK #26 (Goud)
- 1974: Heavy (Avco) - US Pop #43, R&B #8
- 1975: From the Mountain (Avco) - UK #36
- 1975: Thank You Baby (Avco) - US Pop #72, US R&B #9, UK #5
- 1975: You Are Beautiful (Avco) - US Pop #99, US R&B #12, UK #26
- 1976: Fabulous (H&L) - US Pop #117, US R&B #32, UK #21
- 1977: Once Upon a Juke Box (H&L) - US R&B #45
- 1978: In Fashion (Mercury) - US R&B #43
- 1978: Wonder Woman (Mercury)
- 1979: Love Spell (Mercury)
- 1980: Hurry Up This Way Again (Philadelphia International) - US Pop #127, US R&B #11
- 1981: Closer Than Close (Philadelphia International) - US R&B #44
- 1982: 1982 (Philadelphia International)
- 1985: Some Things Never Change (Streetwise) - US R&B #63
- 1991: Love Talk (Amherst) - US R&B #65
- 1992: Christmas (Amherst)
- 1996: Love Is Back in Style (Marathon)

### Singles
| Jaar | Titel                                              | Hitnoteringen | Hitnoteringen | Hitnoteringen |
| Jaar | Titel                                              | US Hot 100    | US R&B        | UK            |
| ---- | -------------------------------------------------- | ------------- | ------------- | ------------- |
| 1971 | You're a Big Girl Now                              | 73            | 7             | –             |
| 1971 | Stop, Look, Listen (To Your Heart)                 | 39            | 6             | –             |
| 1971 | You Are Everything                                 | 9             | 10            | –             |
| 1972 | "Betcha by Golly Wow!                              | 3             | 2             | 13            |
| 1972 | "People Make the World Go Round"                   | 25            | 6             | –             |
| 1972 | I'm Stone in Love with You                         | 10            | 4             | 9             |
| 1973 | Break Up to Make Up                                | 5             | 5             | 34            |
| 1973 | You'll Never Get to Heaven (If You Break My Heart) | 23            | 8             | –             |
| 1973 | Peek-a-Boo                                         | –             | –             | 35            |
| 1973 | Rockin' Roll Baby                                  | 14            | 3             | 6             |
| 1974 | You Make Me Feel Brand New                         | 2             | 5             | 2             |
| 1974 | Let's Put It All Together                          | 18            | 8             | 9             |
| 1974 | Heavy Fallin' Out                                  | 41            | 4             | –             |
| 1975 | Star on a TV Show                                  | 47            | 13            | 12            |
| 1975 | Thank You Baby                                     | 70            | 7             | –             |
| 1975 | Sing Baby Sing                                     | –             | –             | 3             |
| 1975 | Can't Give You Anything (But My Love)              | 51            | 18            | 1             |
| 1975 | Na-Na Is the Saddest Word                          | –             | –             | 5             |
| 1975 | Funky Weekend                                      | 76            | 23            | 10            |
| 1976 | Because I Love You, Girl                           | –             | 43            | –             |
| 1976 | You Are Beautiful                                  | 79            | 17            | –             |
| 1976 | Can't Help Falling in Love                         | –             | 52            | 4             |
| 1976 | Sixteen Bars                                       | –             | –             | 7             |
| 1976 | You'll Never Get to Heaven (ep)                    | –             | –             | 24            |
| 1977 | $7,000 and You                                     | –             | –             | 24            |
| 1978 | First Impressions                                  | –             | 22            | –             |
| 1980 | Hurry Up This Way Again                            | –             | 18            | –             |
| 1981 | And I'll See You No More                           | –             | 70            | –             |
| 1981 | What's Your Name?                                  | –             | 79            | –             |
| 1984 | Give a Little Love for Love                        | –             | 47            | –             |
| 1985 | Some Things Never Change                           | –             | 86            | –             |
| 1985 | Love Is Not the Answer                             | –             | –             | 91            |
| 1991 | Love Talk                                          | –             | 68            | –             |
| 1992 | Always on My Mind                                  | –             | 89            | –             |

### NPO Radio 2 Top 2000
| Nummer met noteringen in de NPO Radio 2 Top 2000 | '00  | '01-'02 | '03  |
| ------------------------------------------------ | ---- | ------- | ---- |
| Can't Give You Anything (but My Love)            | 1836 | -       | 1879 |

1. ↑  Een '-' betekent dat het nummer niet was genoteerd en een vetgedrukt getal geeft de hoogste notering aan.
2. ↑  2000 was het eerste jaar met een notering voor dit nummer.
3. ↑  Deze tabel is bijgewerkt tot en met de laatste editie (2024).